# Dějiny Prahy 1784–1900

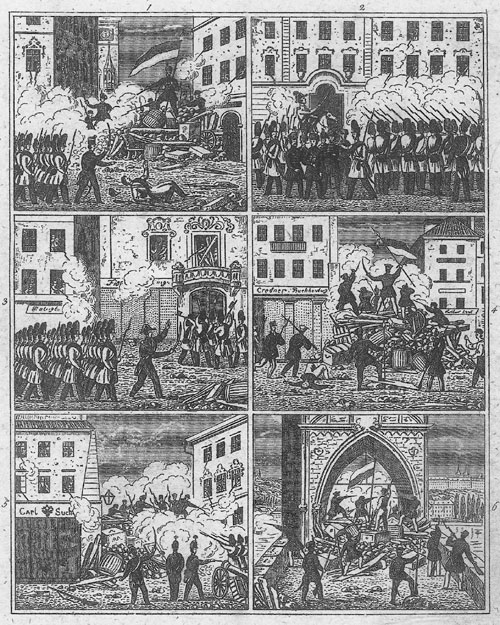
Rok 1848 v Praze

V období 1784–1900 se Praha z města provinčního charakteru vzniklého sloučením čtyř středověkých měst stala spolu s přilehlou aglomerací moderním průmyslovým velkoměstem. První půlstoletí tohoto období charakterizuje počínající průmysl, kultura klasicismu a národní obrození. Poklidný vývoj výrazněji narušilo jen neúspěšné revoluční povstání 1848. Druhá polovina 19. století je obdobím, kdy vlivem průmyslové revoluce v sousedství Prahy živelně vyrůstají nová průmyslová a obytná města, která s ní prakticky tvoří jeden celek vybavený novou infrastrukturou – železnice, mosty, koňka a tramvaj, osvětlení ap.

## Vývoj 1784–1848
Významnou událostí v roce 1784 bylo spojení čtyř dosud samostatných pražských měst, tedy Hradčan, Malé Strany, Starého Města a Nového Města patentem císaře Josefa II. Vzniklo tak Královské hlavní město Praha, Josefov byl k němu připojen však až roku 1850. V této době žilo ve městě kolem 80 000 obyvatel.
Roku 1791 se konala první průmyslová zemská výstava; následovaly ji ještě další dvě v letech 1891 a 1991. V následujícím období na počátku 19. století začala spolu s českým národním obrozením, které se soustředilo hlavně v Praze, éra průmyslové revoluce, během níž se Praha změnila jako nikdy předtím; přibyly nové čtvrti (například první byl již v roce 1817 Karlín) a v průběhu dalších desetiletí rozvoje došlo i ke zboření hradeb. S rozvojem průmyslu souvisel společenský a politický vývoj a emancipace měšťanské společnosti, která zakládala vlastní spolky a společenské salóny.
V revolučním roce 1848 se uskutečnilo povstání radikálních demokratů, které tvořili hlavně stoupenci české emancipace. Praha se tehdy stala jedním významných radikálních měst v celé Evropě. Tyto nepokoje však potlačilo císařské vojsko v čele s maršálem Alfredem Windischgrätzem. Po této akci došlo k nastolení tvrdého režimu.

## Druhá polovina 19. století
V období poloviny 19. století bylo zrušeno poddanství, v souladu s tím, jak se Rakouské císařství stalo konstituční monarchií. Stále však tehdejší režim fungoval efektivně, například za vlády ministra Alexandera Bacha se represe policejního aparátu vystupňovaly nejspíše nejvíce za dlouhou dobu. Přesto však již díky snaze národních obrozenců Praha nebyla již městem ryze německým. Vliv získala česká kultura i divadla, konaly se výstavy. V této době se rozvíjejí další významné kulturní instituce, je položen základní kámen k Národnímu divadlu, budováno je též i Národní muzeum, vzniká Rudolfinum a některé sportovní stadiony. Od roku 1861 má město své vlastní zastupitelstvo.

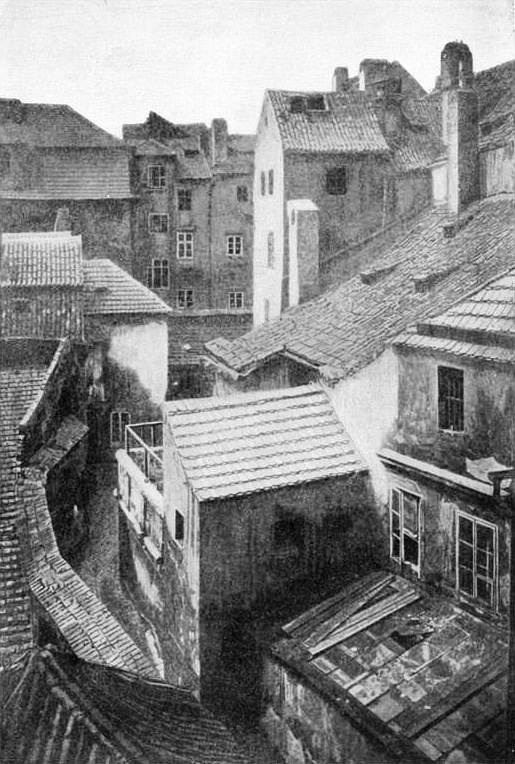
Josefov před asanací na konci 19. století

V roce 1868 se v Praze sice nachází již první nádraží (Masarykovo nádraží) hradby však ještě stojí na svých místech. Karlín a Smíchov se rozrůstají jako dvě předměstí; Smíchov se rozvíjí podél hlavní cesty od Malé Strany na jih souběžně s Vltavou; v Karlíně naopak vzniká síť pravoúhlých ulic. Prvním místem, které přichází o středověké opevnění, se stává okolí dnešního Národního muzea a Újezda. Vzniká také druhé pražské nádraží (dnes Hlavní, dříve Nádraží dráhy císaře Františka Josefa. Objevuje se také i souvislá zástavba na Žižkově a na k Praze přilehlé části Vinohrad. Přesto se pořád jedná stále o předměstí zemské metropole; s ní jsou spojeny definitivně až v roce 1922.
Významným rokem se v dějinách města a hlavně jeho dopravy stává rok 1875, tehdy je zprovozněna koněspřežná tramvaj.
První administrativní rozšíření Prahy po několika dlouhých desítkách let se konají v 80. letech 19. století. V roce 1883 je připojen Vyšehrad, o rok později pak následují Holešovice-Bubny. V roce 1881 je otevřeno i s velkou slávou Národní divadlo; je však zničeno požárem a znovuobnoveno o další dva roky později. Kolem roku 1884 se objevují první plány na regulaci Vltavy v oblasti dnešního Nového města u Palackého mostu, během následujících dvaceti let spolu s asanací Josefova tak velká část historicky cenné části Prahy zcela změní svůj ráz i charakter. Břežní čára zde byla posunuta až o 50 metrů, což zapříčinily spekulace s cenami pozemků.

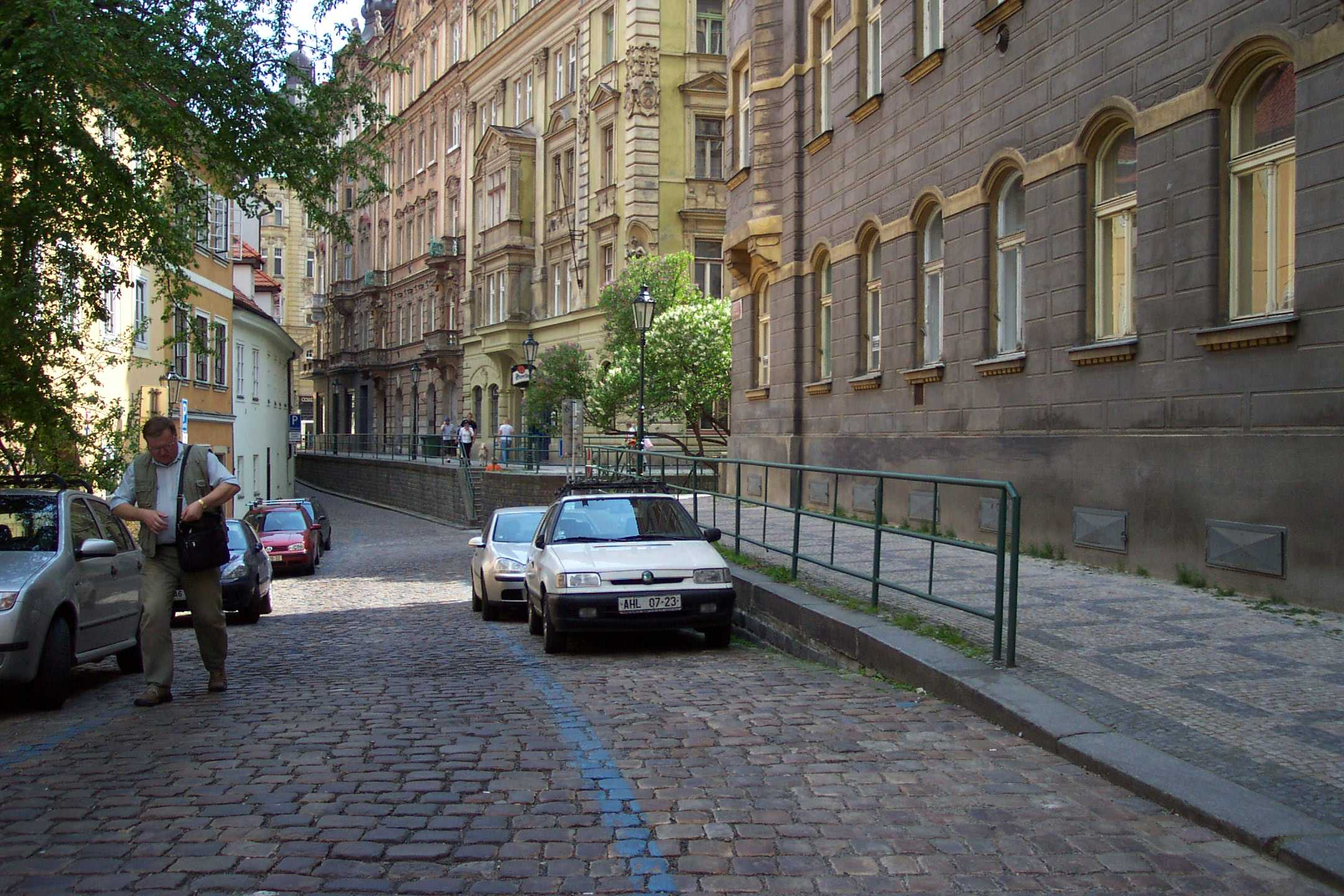
Vpravo se nachází nová zástavba z přelomu 19. a 20. století, vlevo pak původní. Je zde vidět výškový rozdíl, který na některých místech dosahuje až několik metrů.

Roku 1890 byla Praha zasažena stoletou povodní. Zaplaveno bylo Staré město až po Staroměstské náměstí, došlo k zřícení několika oblouků Karlova mostu. Jednalo se o poslední takto velkou povodeň, která město postihla před rokem 2002.
I takový rozmar přírody však nezastavil technický pokrok. Již o rok později se rozjela poprvé elektrická dráha na Letné, otevřena byla také i Petřínská rozhledna a v souvislosti s ní i Lanová dráha na Petřín. V této době vzniká i známý Čechův most, jediný železný obloukový most v české metropoli. Velmi významnou akcí byla též Jubilejní zemská výstava, která se konala právě roku 1891 a představila nejmodernější technické vynálezy.
V roce 1893 bylo asanováno historické staré město, hlavně pak židovské čtvrti, tj. Josefov. Jednalo se tedy o severní polovinu města, asanace jižní části byla sice plánována, nikdy k ní ale nedošlo. Hlavním důvodem pro asanaci byly samozřejmě špatné hygienické podmínky ve staletí starých domech i ulicích. Během přestaveb vznikly nové široké ulice, domy v secesním stylu. Původní umístění si nechaly pouze kostely a synagogy. Nové Staré město se nachází o několik metrů výše než původní, což je vidět například v oblasti u Haštalského náměstí.
| rok  | Královské hlavní město Praha | Karlín | Královské Vinohrady | Smíchov | Žižkov | Vyšehrad | Holešovice-Bubny | Libeň  |
| ---- | ---------------------------- | ------ | ------------------- | ------- | ------ | -------- | ---------------- | ------ |
| 1869 | 157 713                      | 13 384 | 5 318               | 15 382  | 292    | 3 460    | 3 094            | 5 845  |
| 1880 | 162 323                      | 17 250 | 14 831              | 24 984  | 21 212 | 3 851    | 10 852           | 9 669  |
| 1890 | 182 530                      | 19 540 | 34 531              | 32 646  | 41 236 | 4 546    | 15 352           | 12 536 |
| 1900 | 201 589                      | 21 555 | 52 504              | 47 135  | 59 326 | 5 328    | 30 797           | 21 142 |